# Ernst Wilhelm Bierer
Ernst Wilhelm Bierer (* 1796; † 1876) war von 1823 bis 1857 Stadtschultheiß von Tübingen. Dabei vollzog er einen deutlichen Richtungswechsel zum gemeinen römischen Recht. In seiner Veröffentlichung „Grundsätze des Württembergischen Privatrechts“ versuchte er, die Grundsätze des ursprünglich einheimischen und einheimisch gewordenen Privatrechts zusammenzustellen und zu vereinheitlichen.

## Familie
Sein Sohn Hermann Karl Bierer (* 5. Mai 1836) war seit dem Herbst 1850 Zögling im Seminar von Urach.

## Würdigung
Die Tübinger Biererstraße (die kurze Straße, die die Bismarck- und die Schaffhausenstraße verbindet) trägt seinen Namen.